# Progress M-11M
La navetta Progress M-11M (russo: Прогресс М-11М), identificata dalla NASA come Progress 43 o 43P, è un veicolo spaziale Progress che è stato lanciato il 21 giugno 2011 per rifornire la Stazione Spaziale Internazionale. È stata l'undicesima navicella Progress di tipo M11F615A60 ad essere lanciata. La navicella spaziale è prodotta da RKK Energia ed è gestita dalla agenzia spaziale russa (Roskosmos).

## Lancio
Il Progress M-11M è stato lanciato da un razzo Soyuz-U dal cosmodromo di Bajkonur in Kazakistan il 19 giugno 2011.. Dopo il lancio, la sonda ha raggiunto un'orbita preliminare di 240 km dal suolo terrestre. È stato messo in orbita con successo dopo 88,54 minuti. Una serie di accensioni dei motori dopo due giorni ha guidato la navicella ad un rendez-vous con la Stazione Spaziale.

## Attracco
Progress M-11M si è ancorata con il modulo Zvezda della Stazione spaziale internazionale alle 16:37 GMT del 23 giugno 2011. L'attracco è avvenuto 400 chilometri sopra il Kazakistan orientale. L'attracco è stato monitorato dal Centro Controllo Missione a Mosca e dall'Expedition 28.

## Carico
Progress M-11M ha trasferito oltre 2,5 tonnellate di merci verso la Stazione Spaziale, tra cui cibo, acqua, hardware scientifico, propellente e cargo per l'agenzia spaziale russa, per la NASA e per l'Agenzia spaziale giapponese (JAXA).